# James Murray (Jurist)

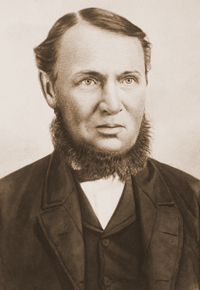
James Murray

James Murray (* um 1830 in Schottland; † 1881 in Sidney, Ohio) war ein US-amerikanischer Jurist und Politiker der Republikanischen Partei. Er war von 1861 bis 1862 Attorney General von Ohio.

## Werdegang
James Murray wurde in Schottland während der Regierungszeit von Georg IV. geboren. Seine Familie wanderte dann 1831, als er etwa ein Jahr alt war, in die Vereinigten Staaten aus. Dort ließ sie sich in Sidney (Ohio) nieder. Er besuchte öffentliche Schulen. Seine Jugendjahre waren von der Wirtschaftskrise von 1837 überschattet und die Folgejahre vom Mexikanisch-Amerikanischen Krieg. Murray studierte Jura und erhielt 1851 seine Zulassung als Anwalt. Er ließ sich danach in Perrysburg (Wood County) nieder. 1860 wurde er zum Attorney General von Ohio gewählt. Murray gewann die Wahl gegenüber dem Demokraten David W. Stambaugh aus dem Tuscarawas County mit 215.277 zu 189.999 Stimmen. Er bekleidete den Posten eine zweijährige Amtszeit lang. Während dieser Zeit lebte er weiterhin im Wood County. Danach zog er nach Sidney (Shelby County), wo er 1881 verstarb. Das einzige andere politische Amt, welches er innehatte, war des Bürgermeisters von Perrysburg.